# ام۲۴۹
تیربار سبک ام۲۴۹ (به انگلیسی: M249 light machine gun (LMG)) یا M249 Squad Automatic Weapon (SAW نسخهٔ آمریکایی تیربار سبک بلژیکی اف‌ان مینیمی است. این اسلحه در ایالات متحده ساخته‌شده و به‌طور گسترده‌ای در اختیار نیروهای نظامی ایالات متحده آمریکا است. از ۱۹۸۴ میلادی از این اسلحه برای جبران حجم آتش پایین در یگان‌های کوچک نظامی آمریکا برگزیده‌شد.
این اسلحه با گاز خروجی فشنگ مسلح‌شده و با هوا خنک می‌شود، تعویض فشنگ در آن سریع می‌باشد، یک دوپایه هم در جلو آن طراحی شده‌است. تغذیه آن هم از طریق قطارفشنگ و هم از راه خشاب STANAG -مانند آن ام۱۶ و ام۴ کارابین میسراست.
از زمان حمله ایالات متحده به پاناما در ۱۹۸۹ میلادی، در بیشتر درگیری‌های نظامی این کشور از این اسلحه بهره‌برداری شده‌است.